# La Chapelle-Saint-Étienne
La Chapelle-Saint-Étienne è un comune francese di 332 abitanti situato nel dipartimento delle Deux-Sèvres nella regione della Nuova Aquitania.

## Società

### Evoluzione demografica
Abitanti censiti